# J.T. Smith
John Thomas Smith (Leonard, 29 ottobre 1955) è un giocatore di football americano statunitense che ha militato nel ruolo di wide receiver nella National Football League (NFL).

## Carriera
Dopo non essere stato scelto nel Draft NFL 1978 Smith firmò con i Washington Redskins. Vi disputò parte della sua stagione da rookie giocando tre partite prima di passare ai Kansas City Chiefs e chiudere con altre 6 presenze. Nel 1980 fu convocato per il suo primo Pro Bowl dopo avere ricevuto 655 yard e 2 touchdown. Nel 1985 passò ai St. Louis Cardinals con cui nella stagione accorciata per sciopero del 1987 disputò la migliore annata in carriera guidando la NFL sia in ricezioni (91) che in yard ricevute (1.117) venendo inserito nel First-team All-Pro. Si ritirò dopo la stagione 1990.
Il 17 maggio 2011, Smith fu nominato capo-allenatore ad interim degli Iowa Barnstormers dell'Arena Football League. Mantenne tale ruolo sino al termine della stagione.

## Palmarès
- Convocazioni al Pro Bowl: 2

1980, 1988
- All-Pro:

1980, 1981, 1987
- Leader della NFL in yard ricevute: 1

1987